# Арабське повстання (1936—1939)
Арабське повстання відбулось у Палестині у 1936—1939 роках за часів британського мандату.

## Передумови
З 1882 року, з початком сіоністського руху, зросла міграція («алія») євреїв до Палестини. В результаті, до кінця 1939 року доля євреїв у населенні Палестини збільшилась з 4 до 30 відсотків. Масштаби єврейської імміграції збільшились наприкінці 20-х та початку 30-х років у зв'язку зі зміцненням позицій нацистів у Німеччині: понад чверть євреїв, які приїхали до Палестини в той час, прибули саме звідти. Таким чином, 1939 року в Палестині проживали близько 1 млн. 70 тис. арабів та близько 460 тис. євреїв.
У 1920—30-их роках збільшились обсяги купівлі євреями великих ділянок землі у багатих арабських землевласників, які проживали, як правило, за межами Палестини. Євреї часто виганяли селян-арабів з придбаної землі. Тисячам арабських родин довелось залишити земельні ділянки й переїхати на околиці міст, різко знизивши свій соціально-економічний статус, а ціни на землю в Палестині зросли з 1910 до 1944 року у 50 разів.
Прихильність Великої Британії до створення в Палестині «єврейського національного дому», підкріплена мандатом Ліги Націй, також хвилювала палестинських арабів, які остерігались створення в Палестині єврейської держави в результаті поступової зміни демографічного складу за рахунок імміграції.
До 1936 року у сусідніх з Палестиною країнах успіху досягнули антиімперіалістичні рухи. Єгипетське королівство і Сирія в результаті заворушень і загальних страйків у 1935—1936 роках домоглись вигідних перемовин з Великої Британії та Французької республіки відповідно.
Напруженість між єврейським та арабським населенням Палестини почалась з 1920 року, коли «мусульманський фестиваль» в Єрусалимі у квітні 1920 року після підбурень натовпу та ходи через єврейські квартали, вилився у дводенний погром, в результаті якого були убиті 5 євреїв і 216 — поранені, а їхня власність — зруйнована.
1929 року почались заворушення, що супроводжувались єврейськими погромами у містах зі спільним проживанням.
У березні 1933 року зібрання впливових палестинських арабів з 500 осіб, скликане у Яффі, засудило британців за продовження єврейської імміграції. Тим палестинським арабам, які продавали землі євреям, зібрання погрожувало бойкотом. 13 жовтня 1933 року Палестинський виконавчий комітет організував одноденний загальний страйк і демонстрацію в Єрусалимі. Демонстрацію жорстоко розігнала британська поліція. 26 жовтня того ж року у Яффі відбулась демонстрація арабів, під час якої загинуло 27 демонстрантів та один британський поліцейський. Палестинський виконавчий комітет відповів проголошенням семиденного страйку та проведенням нових демонстрацій.

## Перебіг подій
25 листопада 1935 року 5 арабських політичних партій подали верховному комісару Палестини спільний протест, у якому вимагали:
- припинення єврейської імміграції
- припинення трансферу земель
- встановлення демократичного уряду

Британці натомість запропонували створити законодавчу раду, в якій британці б мали право вирішального слова. Таку пропозицію було відкинуто як арабами, так і сіоністами. Перемовини остаточно зайшли у глухий кут до квітня 1936 року, коли араби почали загальний страйк.
13 квітня 1936 року араби убили єврея. Увечері 15 квітня озброєна арабська банда встановила дорожній кордон на схід від Тулькарма. Бойовики вимагали у арабських водіїв «внесок» для купівлі зброї. По єврейських водіях вони стріляли, в результаті один був убитий на місці, інший помер за 5 днів, а третьому вдалось вижити. За два дні, 17 квітня, щоб «помститися» бойовики єврейської організації «Ірґун цваї леумі» під'їхали до арабської хижі на околиці Петах-Тікви й убили двох арабів.
19 квітня арабський натовп, збуджений чутками, що євреї убили 4 арабів у Тель-Авіві, розпочав антиєврейські заворушення в Яффі. За іншими даними, заворушення почались під час похорон двох арабських робітників, убитих бойовиками Ірґун у Петах-Тікві. Під час тих заворушень загинули 6 євреїв, а 2 арабів було вбито поліцією. У наступні два дні почались сутички між жителями єврейських та арабських кварталів у Тель-Авіві—Яффі. Жителі нападали один на одного, громили та підпалювали крамниці й житлові будинки. Було вбито 8 євреїв та 6 арабів.
19 квітня в Наблусі місцеві жителі утворили Національний комітет. Згодом подібні комітети почали утворюватись і в інших містах. До них входили місцеві представники основних арабських політичних партій. Країною прокотилась хвиля страйків. 25 квітня в Єрусалимі зібрались представники основних арабських політичних партій. Вони створили Верховний арабський комітет (ВАК) на чолі з Аміном аль-Хусейні, що очолив повстання. Комітет висунув вимоги до влади мандату негайно припинити сіоністську імміграцію, заборонити продаж землі арабами євреям та створити законодавчі збори на базі загальних виборів. Було оголошено загальний страйк терміном на один місяць. У разі, якщо влада мандату відмовиться виконати вимоги, комітет погрожував удатись до інших, у тому числі й силових, методів.
До середини травня влада мандату почала стягувати до Палестини війська. Було встановлено блок-пости й комендантські години, одночасно британці обіцяли скоротити єврейську імміграцію до 4500 осіб у наступні півроку. ВАК не задовольнився такою пропозицією. У сільській місцевості спалахнуло збройне повстання. Почались напади на британські та єврейські цілі.
16 травня арабські бойовики розстріляли натовп євреїв, які виходили з кінотеатру, убивши 3 осіб.
Повстанці тимчасово встановили контроль над Яффою. Відбувались напади на будівлю поліції у Яффі. У відповідь британці підірвали у старій Яффі близько 220 будівель і створили в ній широкі проходи між будинками. Британці повернули собі контроль над Наблусом. З Хеврона довелось евакуювати всіх єврейських жителів, які встигли повернутись туди після погрому 1929 року.
До кінця літа 1936 року осередок повстання перемістився до сільської місцевості, де загони селян по 50—100 осіб нападали на британські та єврейські цілі. Тоді ж до Самарії проник загін з 200 добровольців з арабських країн під проводом сирійського офіцера Фавзі аль-Кавукджі, колишнього офіцера турецької армії та лідера сирійського повстанського руху проти французької влади. Командири багатьох великих арабських загонів визнали його провідником повстання. Після цього британці перейшли до повномасштабних бойових дій.
10 жовтня королі Трансйорданії, Ємену, Саудівської Аравії та Іраку звернулись до ВАК із закликом припинити страйк і довіритись «добрим намірам нашого друга Великої Британії, яка заявила, що вчинить справедливо».

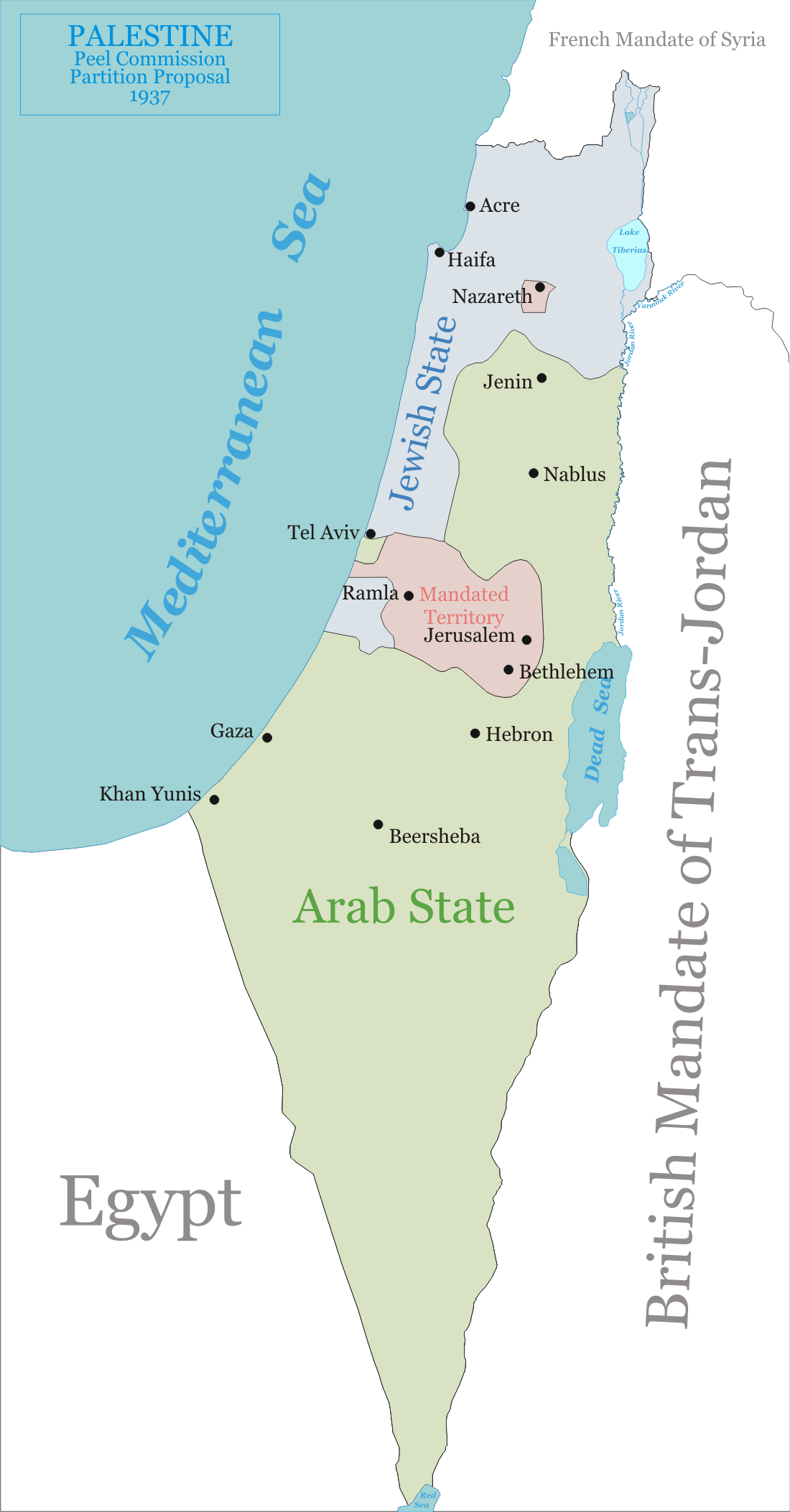
План розділення Палестини, запропонований комісією Піля

Британська королівська комісія прибула до Палестини 11 листопада 1936 року. Її очолював лорд Вільям Роберт Піль, колишній державний секретар у справах Індії. У січні 1937 року члени ВАК та його глава аль-Хуссейні дали комісії свідчення. Араби ставили собі за мету попередити розділення країни.
7 липня 1937 року комісія оприлюднила свій звіт, у якому йшлося, що конфлікт не може бути розв'язаний у межах єдиної держави. Комісія рекомендувала розділити Палестину на дві держави. При цьому єврейська держава мала отримати більшу частину Галілеї та смугу вздовж прибережної рівнини до сучасного Ашдода (загалом 20 % території Палестини). Араби отримували весь сучасний Західний берег річки Йордан, Негев та околиці Гази, ті землі мали увійти до складу єдиної арабської держави, до якої також входила б Трансйорданія. Під контролем Великої Британії мали залишитись Єрусалим, Вифлеєм та вузький коридор від них до моря. ВАК відкинула звіт комісії одразу.
В середині 1937 року в Єрусалимі був розстріляний автомобіль генерального інспектора британської поліції полковника Роя Спайсера; сам Спайсер уцілів. 26 вересня повстанці убили районного комісара Галілеї Льюїса Ендрюса. З того моменту повстання спалахнуло з новою силою.
1 жовтня 1937 року мандатна влада оголосила ВАК і міські Національні комітети палестинських арабів поза законом. Аль-Хуссейні був усунутий від посади глави Верховної Мусульманської ради. Близько 200 відомих арабсько-палестинських діячів були заарештовані й депортовані на Сейшельські острови. 12 жовтня аль-Хуссейні вдалось потай утекти морем до Лівану.
У подальшому повстання тривало без жодного централізованого керівництва. У ньому брали участь багато дрібних розрізнених арабських загонів, що діяли здебільшого у сільській місцевості. Пік другого етапу повстання припав на літо—осінь 1938 року. Влітку повстанці контролювали найбільшу частину сільських регіонів та мали частковий контроль над містами. У жовтні вони навіть зуміли на 5 днів узяти під свій контроль старе місто Єрусалима. Британській армії вдалось знову зайняти місто, використовуючи місцевих арабів як «живий щит».
Уже на початку 1939 року, в результаті жорстких дій британської армії, багато груп повстанців було знищено, а інші було витіснено за межі мандату до Трансйорданії, де їхні члени були убиті чи взяті в полон арабським легіоном. До того часу повстання втратило рештки організованості. Багато хто з жителів села відмовлявся фінансувати повстанців та надавати їм притулок.

## Наслідки
Незважаючи на додаткову допомогу 20 000 британських солдат, повстання тривало понад два з половиною роки, за той час загинули понад 5000 арабів, близько 400 євреїв і 200 британців, близько 15 000 арабів було поранено.
Повстання не досягнуло своєї мети, але сучасні арабсько-палестинські історики доводять, що воно послужило «народженню самоідентифікації палестинських арабів». Іншим наслідком повстання стало започаткування двох економічних систем у Палестині — єврейської та арабської: якщо раніше єврейське місто Тель-Авів користувалось морським портом сусідньої Яффи, то після повстання було збудовано власний порт у Тель-Авіві. Придушення повстання британцями та вигнання еліти палестинських арабів за межі мандату вкрай послабили палестинське арабське суспільство напередодні вирішальної війни 1948 року з єврейським ішувом.